# Dannes
Dannes (flämisch: Dalnes) ist eine französische Gemeinde mit 1.317 Einwohnern (Stand: 1. Januar 2022) im Département Pas-de-Calais in der Region Hauts-de-France. Sie gehört zum Arrondissement Boulogne-sur-Mer und zum Kanton Outreau. Die Einwohner werden Dannois genannt.

## Geographie
Die Gemeinde Dannes liegt an der Atlantikküste, die hier Opalküste genannt wird, etwa 15 Kilometer südlich von Boulogne-sur-Mer. Sie gehört zum Regionalen Naturpark Caps et Marais d’Opale. Umgeben wird Dannes von den Nachbargemeinden Neufchâtel-Hardelot im Norden und Nordosten, Widehem im Osten sowie Camiers im Süden. Am Ostrand der Gemeinde Dannes führt die Autoroute A16 entlang.

## Bevölkerungsentwicklung
| Jahr                       | 1962 | 1968 | 1975 | 1982 | 1990 | 1999 | 2006 | 2013 | 2022 |
| -------------------------- | ---- | ---- | ---- | ---- | ---- | ---- | ---- | ---- | ---- |
| Einwohner                  | 1395 | 1391 | 1469 | 1353 | 1301 | 1258 | 1298 | 1329 | 1317 |
| Quellen: Cassini und INSEE |      |      |      |      |      |      |      |      |      |

## Sehenswürdigkeiten
- Kirche Saint-Martin aus dem 13./14. Jahrhundert, Monument historique seit 1926
- Schloss Dannes

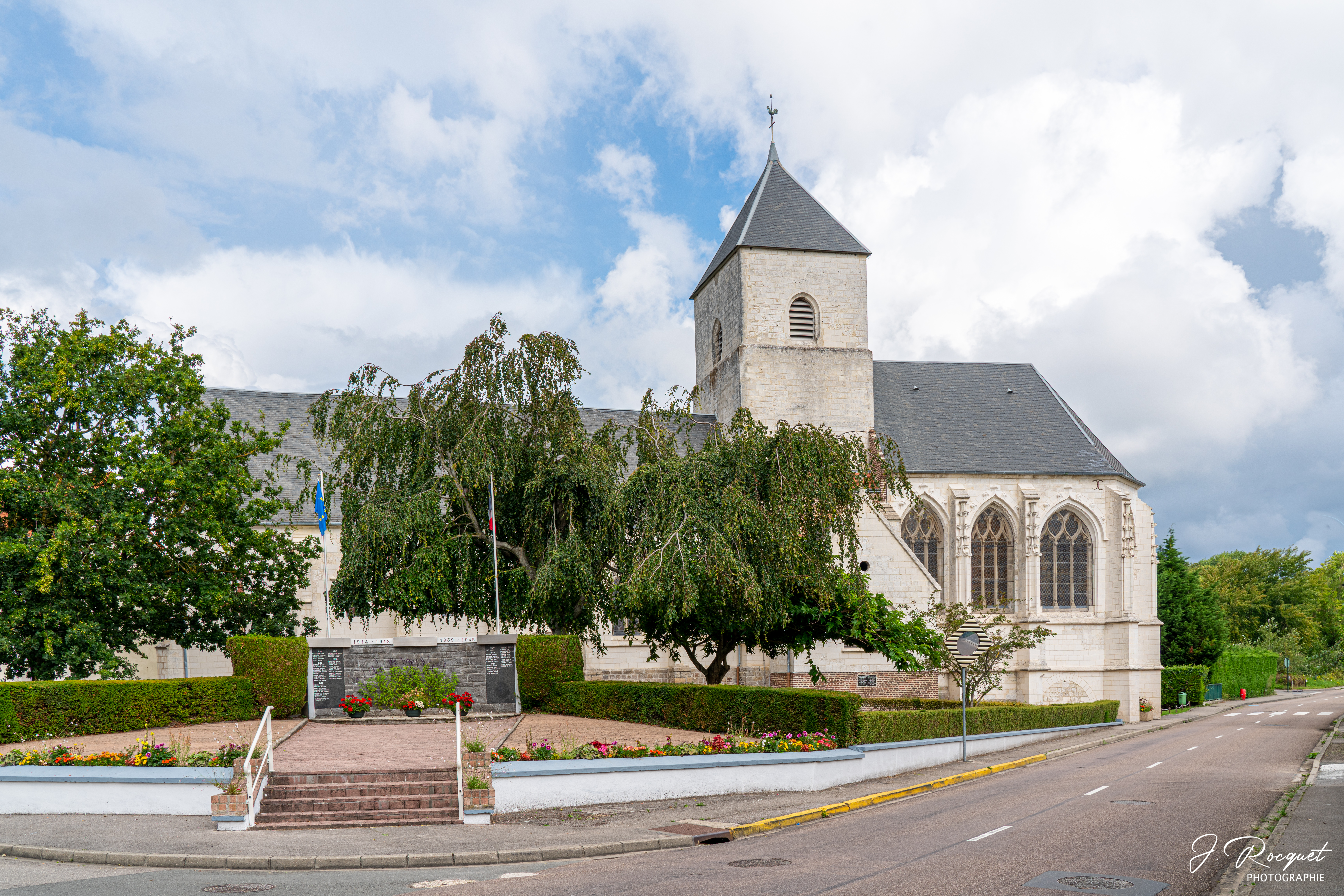
Kirche Saint-Martin
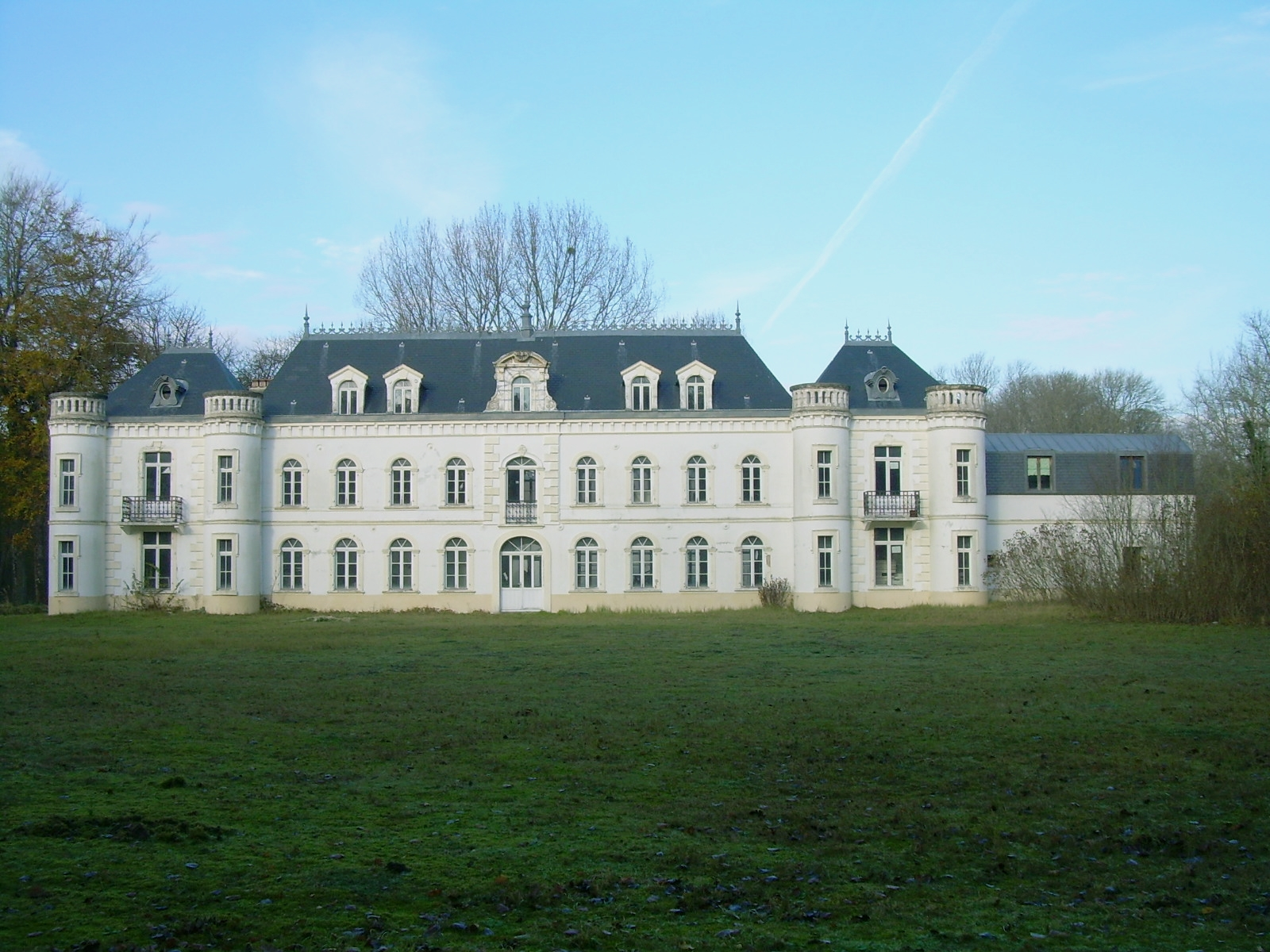
Schloss Dannes
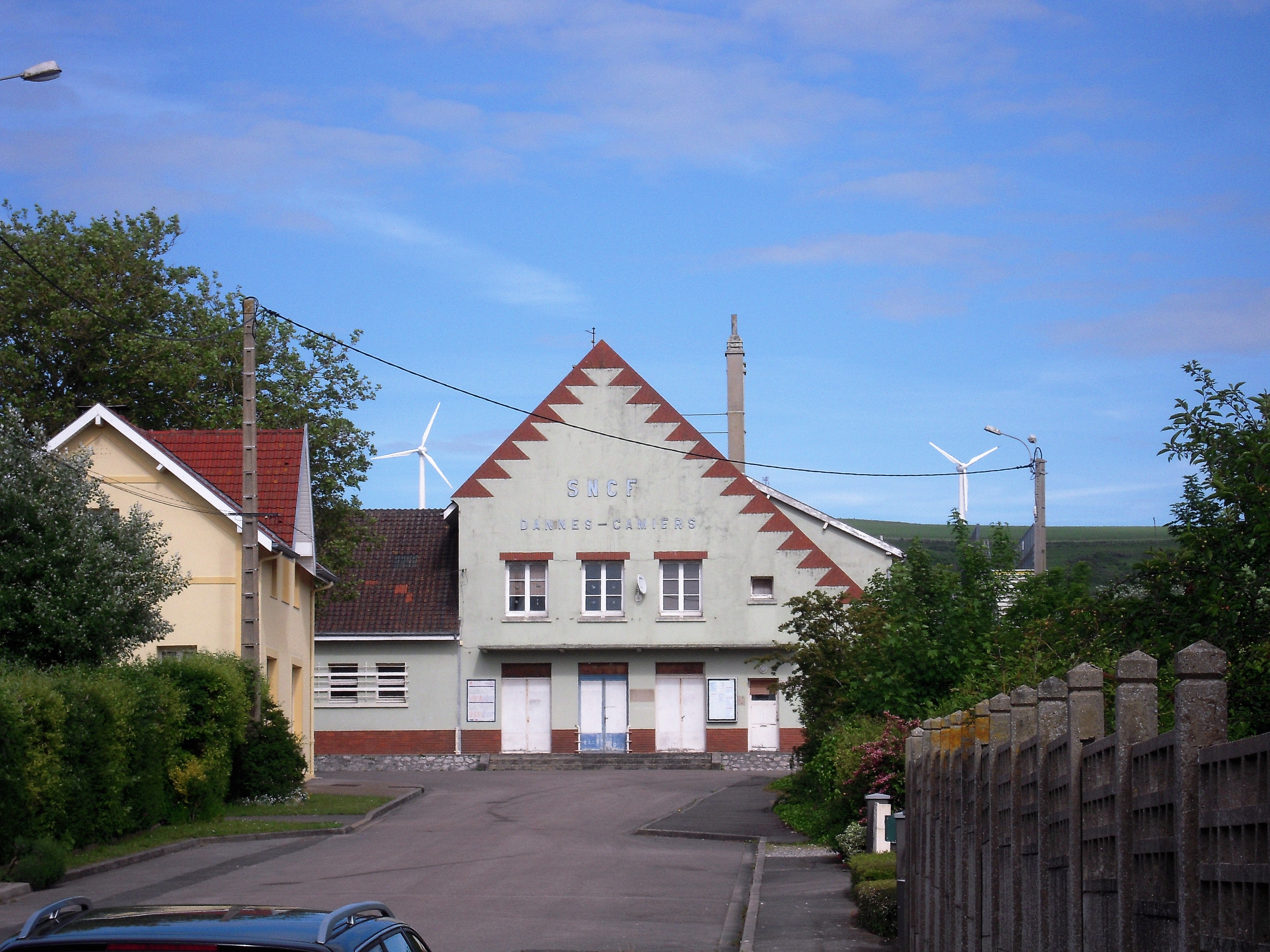
Bahnhof Dannes-Camiers